# Dendronephthya variata
Dendronephthya variata is een zachte koraalsoort uit de familie Nephtheidae. De koraalsoort komt uit het geslacht Dendronephthya. Dendronephthya variata werd in 1909 voor het eerst wetenschappelijk beschreven door Henderson. 